# Babyntsi
Babyntsi (en ukrainien : Бабинці) est une ville de l'oblast de Kiev, dans le nord de l'Ukraine. Sa population était de 2 627 habitants lors du recensement ukrainien de 2001.

## Géographie
La rivière Hnilovid, affluent droit du Zdvij, traverse le village.

## Personnalités liées à la ville
- Anna Didenko, artiste ukrainienne, membre de l'Union nationale des artistes d'Ukraine.
- Ihor Teliouk (1979-2017), soldat des Forces armées de l'Ukraine ayant participé à la guerre russo-ukrainienne.